# Carlos Alberto Correa Martínez
Mons. Carlos Alberto Correa Martínez (* 17. července 1968, Medellín) je kolumbijský římskokatolický duchovní a biskup Apartada.

## Život
Narodil se 17. července 1968 v Medellínu.
Po střední škole nastoupil na Seminario Misionero del Espíritu Santo. Po dokončení studia teologie a filozofie byl biskupem Flaviem Calle Zapatou vysvěcen na kněze a inkardinován do diecéze Sonsón-Rionegro. Stal se farářem farnosti Nuestra Señora de los Ángeles a farník vikářem farnosti Nuestra Señora de la Candelaria. Od roku 1996 působil jako misionář v diecézi Riohacha a následně v diecézi Montería.
Od roku 2003 studoval misiologii na Papežské univerzitě Urbaniana v Římě.
Roku 2005 byl jmenován koordinátorem a formátorem kněžské asociace San Paolo a roku 2007 ředitelem této asociace. Působil také jako profesor Seminario Misionero del Espíritu Santo.
Dne 3. prosince 2013 jej papež František jmenoval apoštolským vikářem Guapi a titulárním biskupem ze Severiany. Dne 5. února 2014 proběhlo jeho biskupské svěcení. Hlavním světitelem byl arcibiskup Ettore Balestrero a spolusvětiteli biskup Fidel León Cadavid Marin a biskup Antonio Bayter Abud.
Dne 19. března 2024 byl ustanoven biskupem Apartada.